# فراشکافته‌دد
فراشکافته‌دد (نام علمی: Metaschizotherium) نام یک سرده از زیرخانواده شکافته‌ددیان است.